# Robert Szawłakadze
Robert Michajłowicz Szawłakadze gruz. რობერტ შავლაყაძე, ros. Роберт Михайлович Шавлакадзе (ur. 1 kwietnia 1933 w Tbilisi, zm. 4 marca 2020 tamże) – gruziński lekkoatleta, skoczek wzwyż, startujący w barwach ZSRR] mistrz olimpijski z Rzymu.

## Kariera sportowa
W finale skoku wzwyż na igrzyskach olimpijskich w 1960 w Rzymie zdecydowanym faworytem był Amerykanin John Thomas. Wysokość 2,14 m przeszedł Thomas oraz trzej zawodnicy radzieccy: Szawłakadze, Walerij Brumel i Wiktor Bolszow. 2,16 m Szawłakadze skoczył w pierwszej próbie, Brumel w drugiej, a Thomas i Bolszow strącili. W ten sposób Szawłakadze został mistrzem olimpijskim, Brumel srebrnym, a Thomas brązowym medalistą. Do czasu finału Szawłakadze miał rekord życiowy 2,11 m.
Szawłakadze zdobył brązowy medal na mistrzostwach Europy w 1962 w Belgradzie, a na igrzyskach olimpijskich w 1964 w Tokio zajął 5. miejsce (na obu imprezach zwyciężył Brumel).
Był mistrzem Związku Radzieckiego w 1964 oraz wicemistrzem w 1959, 1960 i 1962.
Swój rekord życiowy – 2,17 m ustanowił w 1964. W 1960 otrzymał Order Lenina.